# Łukasz Majewski
Łukasz Andrzej Majewski (Radom, 30 ottobre 1982) è un ex cestista e allenatore di pallacanestro polacco.